# Temporada 1985-86 de los Utah Jazz
La temporada 1985-86 fue la duodécima de los Jazz en la NBA, y la séptima en su ubicación en Salt Lake City, tras cinco temporadas en Nueva Orleans. La temporada regular acabó con 42 victorias y 40 derrotas, ocupando el sexto puesto de la Conferencia Oeste, clasificádose para los playoffs, en los que cayeron en primera ronda ante los Dallas Mavericks.

## Elecciones en elDraft
| Ronda | Puesto | Jugador      | Posición  | Nacionalidad   | Universidad    |
| ----- | ------ | ------------ | --------- | -------------- | -------------- |
| 1     | 13     | Karl Malone  | Ala-Pívot | Estados Unidos | Louisiana Tech |
| 2     | 37     | Carey Scurry | Alero     | Estados Unidos | Long Island    |
| 4     | 83     | Delaney Rudd | Base      | Estados Unidos | Wake Forest    |

## Temporada regular
| División Medio Oeste | División Medio Oeste | División Medio Oeste | División Medio Oeste | División Medio Oeste | División Medio Oeste | División Medio Oeste | División Medio Oeste | División Medio Oeste |
| Equipo               | G                    | P                    | %                    | PD                   | Casa                 | Fuera                | Div                  |                      |
| -------------------- | -------------------- | -------------------- | -------------------- | -------------------- | -------------------- | -------------------- | -------------------- | -------------------- |
| y-Houston Rockets    | 51                   | 31                   | .622                 | –                    | 36–5                 | 15–26                | 20–10                |                      |
| x-Denver Nuggets     | 47                   | 35                   | .573                 | 4                    | 34–7                 | 13–28                | 15–15                |                      |
| x-Dallas Mavericks   | 44                   | 38                   | .537                 | 7                    | 26–15                | 18–23                | 16–14                |                      |
| x-Utah Jazz          | 42                   | 40                   | .512                 | 9                    | 27–14                | 15–26                | 15–15                |                      |
| x-Sacramento Kings   | 37                   | 45                   | .451                 | 14                   | 25–16                | 12–29                | 15–15                |                      |
| x-San Antonio Spurs  | 35                   | 47                   | .427                 | 16                   | 21–20                | 14–27                | 9–21                 |                      |

## Playoffs

### Primera ronda
Dallas Mavericks vs. Utah Jazz 
| Fecha       | Partido                              | Ciudad         |
| ----------- | ------------------------------------ | -------------- |
| 18 de abril | Dallas Mavericks 101, Utah Jazz 93   | Dallas         |
| 20 de abril | Dallas Mavericks 113, Utah Jazz 106  | Dallas         |
| 23 de abril | Utah Jazz 100, Dallas Mavericks 98   | Salt Lake City |
| 25 de abril | Utah Jazz 113, Dallas Mavericks 117  | Salt Lake City |
|             | Dallas Mavericks gana las series 3-1 |                |

## Estadísticas
| Rk | Jugador        | Edad | P  | PT | MP   | TC   | TCI  | %TC  | T3  | T3I | %T3  | TL  | TLI  | %TL   | RO  | RD  | RT  | AS  | RB  | TAP | BP  | FP  | PTS  |
| -- | -------------- | ---- | -- | -- | ---- | ---- | ---- | ---- | --- | --- | ---- | --- | ---- | ----- | --- | --- | --- | --- | --- | --- | --- | --- | ---- |
| 1  | Adrian Dantley | 30   | 76 | 75 | 36.1 | 10.8 | 19.1 | .563 | 0.0 | 0.1 | .091 | 8.3 | 10.5 | .791  | 2.3 | 2.9 | 5.2 | 3.5 | 0.8 | 0.1 | 3.0 | 2.7 | 29.8 |
| 2  | Mark Eaton     | 29   | 80 | 80 | 31.9 | 3.5  | 7.4  | .470 | 0.0 | 0.0 |      | 1.5 | 2.5  | .604  | 2.2 | 6.3 | 8.4 | 1.3 | 0.4 | 4.6 | 2.0 | 3.5 | 8.5  |
| 3  | Karl Malone    | 22   | 81 | 76 | 30.6 | 6.2  | 12.5 | .496 | 0.0 | 0.0 | .000 | 2.4 | 5.0  | .481  | 2.1 | 6.7 | 8.9 | 2.9 | 1.3 | 0.5 | 3.4 | 3.6 | 14.9 |
| 4  | Thurl Bailey   | 24   | 82 | 13 | 28.8 | 5.9  | 13.1 | .448 | 0.0 | 0.1 | .000 | 2.8 | 3.4  | .830  | 1.8 | 4.2 | 6.0 | 1.9 | 0.5 | 1.4 | 1.8 | 2.0 | 14.6 |
| 5  | Rickey Green   | 31   | 80 | 44 | 25.2 | 4.5  | 9.5  | .471 | 0.1 | 0.4 | .172 | 2.7 | 3.1  | .852  | 0.4 | 1.3 | 1.7 | 5.1 | 1.3 | 0.1 | 1.7 | 1.6 | 11.7 |
| 6  | Bob Hansen     | 25   | 82 | 82 | 24.8 | 3.6  | 7.7  | .476 | 0.2 | 0.6 | .340 | 1.2 | 1.6  | .720  | 1.0 | 2.0 | 3.0 | 2.4 | 0.9 | 0.1 | 1.5 | 2.5 | 8.7  |
| 7  | John Stockton  | 23   | 82 | 38 | 23.6 | 2.8  | 5.7  | .489 | 0.0 | 0.2 | .133 | 2.1 | 2.5  | .839  | 0.4 | 1.8 | 2.2 | 7.4 | 1.9 | 0.1 | 2.0 | 2.8 | 7.7  |
| 8  | Carey Scurry   | 23   | 78 | 0  | 15.0 | 1.8  | 3.9  | .472 | 0.0 | 0.1 | .091 | 1.0 | 1.6  | .619  | 1.2 | 1.9 | 3.1 | 1.1 | 1.0 | 0.8 | 1.2 | 2.2 | 4.7  |
| 9  | Marc Iavaroni  | 29   | 26 | 2  | 13.3 | 1.4  | 3.1  | .444 | 0.0 | 0.0 |      | 1.3 | 1.8  | .688  | 0.8 | 2.2 | 3.0 | 1.1 | 0.4 | 0.1 | 0.8 | 2.1 | 4.0  |
| 10 | Jeff Wilkins   | 30   | 48 | 0  | 12.6 | 2.0  | 5.0  | .400 | 0.0 | 0.0 |      | 0.6 | 1.0  | .638  | 0.8 | 2.2 | 3.0 | 0.6 | 0.1 | 0.2 | 0.7 | 1.8 | 4.6  |
| 11 | Pace Mannion   | 25   | 57 | 0  | 11.8 | 1.7  | 3.8  | .453 | 0.1 | 0.7 | .190 | 0.9 | 1.4  | .646  | 0.5 | 1.0 | 1.4 | 1.0 | 0.6 | 0.1 | 0.7 | 1.2 | 4.5  |
| 12 | Jeff Cook      | 29   | 2  | 0  | 8.5  | 1.5  | 3.0  | .500 | 0.0 | 0.0 |      | 0.5 | 0.5  | 1.000 | 1.0 | 1.5 | 2.5 | 0.0 | 0.0 | 0.0 | 1.5 | 0.5 | 3.5  |
| 13 | Fred Roberts   | 25   | 58 | 0  | 8.1  | 1.3  | 2.9  | .443 | 0.0 | 0.0 | .500 | 1.2 | 1.5  | .770  | 0.5 | 0.8 | 1.4 | 0.5 | 0.1 | 0.1 | 0.9 | 1.2 | 3.7  |
| 14 | Steve Hayes    | 30   | 58 | 0  | 6.8  | 0.7  | 1.5  | .448 | 0.0 | 0.0 |      | 0.2 | 0.6  | .306  | 0.6 | 0.8 | 1.3 | 0.1 | 0.1 | 0.3 | 0.3 | 1.4 | 1.5  |

## Galardones y récords
| Jugador        | Galardón                            |
| Mark Eaton     | Mejor quinteto defensivo de la NBA  |
| Karl Malone    | Mejor quinteto de rookies de la NBA |
| Adrian Dantley | All-Star                            |